# Olympische Sommerspiele 2008/Teilnehmer (Gambia)
| Gelbes Symbol für Goldmedaillen mit stilisierten Olympischen Ringen | Graues Symbol für Silbermedaillen mit stilisierten Olympischen Ringen | Braundes Symbol für Bronzemedaillen mit stilisierten Olympischen Ringen |
| ------------------------------------------------------------------- | --------------------------------------------------------------------- | ----------------------------------------------------------------------- |
| —                                                                   | —                                                                     | —                                                                       |

Gambia nahm an den Olympischen Sommerspielen 2008 in Peking unter dem IOC-Länderkürzel GAM teil. Es war die siebte Teilnahme der afrikanischen Nation, die erstmals zu den Olympischen Sommerspielen 1984 in Los Angeles antrat.
Das Gambia National Olympic Committee (GNOC) meldete drei Athleten, zwei weitere waren noch in der engeren Auswahl und sie hofften durch eine Wildcard des IOC ebenfalls nach Peking reisen zu dürfen. Ende Juli befanden sie sich in einem Trainingscamp in Kenia. Die Hoffnung erfüllte sich für Ansu Sowe, geplant für den 1500-Meter-Lauf, und Bakary Jabbi, geplant für den 800-Meter-Lauf, nicht.

## Teilnehmer nach Sportarten
Leichtathlet Jaysuma Saidy Ndure, der bei den Olympischen Sommerspielen 2004 noch für Gambia gestartet und Flaggenträger seiner Mannschaft war, gilt als „die Entdeckung“ in der internationalen Sprintszene. Er ist aber im 100- und 200-Meter-Lauf für seine Wahlheimat Norwegen gestartet, deren Staatsbürgerschaft er 2006 angenommen hat.
Der amerikanische Fußballer Charlie Davies, der in Schweden spielt, nahm mit der US-amerikanischen Nationalmannschaft an dem olympischen Turnier teil. Davies Vater stammt aus Gambia, somit hat auch Davies nach gambischem Recht die gambische Staatsbürgerschaft.

### Boxen
- Badou Jack (Mittelgewicht)

### Leichtathletik
- Fatou Tiyana
100 m, Frauen

- Suwaibou Sanneh
100 m, Männer

## Funktionäre
- Executive Director: George F. Gomez (GNOC)
- Generalsekretär: Alh. Abdoulie M. Touray
- NOC Delegation: Alh. Abdoulie Dandeh-Njie (Präsident GNOC)
- Team Leader: Fred Lioyd Evans
- Box-Trainer: Walter Mohr
- Athletik-Trainer: Sulayman Jobe
- Techniker: Dodou J. „Capi“ Joof
- Pressereferent: Peter Gomez
- Vertreter des Ministeriums: Sheriff ML Gomez (Secretary of State for Youth and Sports)